# Chevannay
Chevannay est une commune française située dans le département de la Côte-d'Or, en région Bourgogne-Franche-Comté.

## Géographie
Le finage de la commune est façonné par la rencontre du vallon de Barain avec la vallée de l'Ozerain, formant de fortes pentes d'une dénivellation d'environ 150 m. Le point le plus bas sur l'Ozerain en limite nord du finage est de 360 m, le plus haut sur le promontoire entre les deux vallées au sud-ouest est à 516 m. Ce relief oriente l'activité vers l'élevage et l'exploitation forestière, près d'un tiers du territoire est occupé par les bois. Les fonds de vallées humides laisse la place à l'agriculture.

### Hydrographie
Le ruisseau de Barain (ou de Révillon), malgré sa courte longueur (env. 4 km), est alimenté par de nombreuses sources et apporte beaucoup d'eau à l'Ozerain, affluent de la Seine. D'autres sources apportent de l'eau directement à l'Ozerain.

### Hameaux, écarts, lieux-dits
Dans un paysage très vallonné, l'habitat est installé dans la vallée de l'Ozerain essentiellement dans le village, il n'y a pas de hameaux extérieurs.
- habitat ou bâti écarté : Chaudenay (ancienne grange monastique).
- lieux-dits d'intérêt local : ferme du Ravois.

### Climat
Pour des articles plus généraux, voir Climat de la Bourgogne-Franche-Comté et Climat de la Côte-d'Or.
En 2010, le climat de la commune est de type climat des marges montargnardes, selon une étude du Centre national de la recherche scientifique s'appuyant sur une série de données couvrant la période 1971-2000. En 2020, Météo-France publie une typologie des climats de la France métropolitaine dans laquelle la commune est exposée à un climat océanique altéré et est dans la région climatique  Lorraine, plateau de Langres, Morvan, caractérisée par un hiver rude (1,5 °C), des vents modérés et des brouillards fréquents en automne et hiver. 
Pour la période 1971-2000, la température annuelle moyenne est de 10,1 °C, avec une amplitude thermique annuelle de 17 °C. Le cumul annuel moyen de précipitations est de 919 mm, avec 13,1 jours de précipitations en janvier et 8,2 jours en juillet. Pour la période 1991-2020, la température moyenne annuelle observée sur la station météorologique de Météo-France la plus proche, « Saint-Martin-du-M », sur la commune de Saint-Martin-du-Mont à 11 km à vol d'oiseau, est de 9,9 °C et le cumul annuel moyen de précipitations est de 938,1 mm,. Pour l'avenir, les paramètres climatiques de la commune estimés pour 2050 selon différents scénarios d'émission de gaz à effet de serre sont consultables sur un site dédié publié par Météo-France en novembre 2022.

## Urbanisme

### Typologie
Au 1er janvier 2024, Chevannay est catégorisée commune rurale à habitat très dispersé, selon la nouvelle grille communale de densité à 7 niveaux définie par l'Insee en 2022.
Elle est située hors unité urbaine. Par ailleurs la commune fait partie de l'aire d'attraction de Dijon, dont elle est une commune de la couronne,. Cette aire, qui regroupe 333 communes, est catégorisée dans les aires de 200 000 à moins de 700 000 habitants,.

### Occupation des sols
L'occupation des sols de la commune, telle qu'elle ressort de la base de données européenne d’occupation biophysique des sols Corine Land Cover (CLC), est marquée par l'importance des territoires agricoles (65,4 % en 2018), une proportion sensiblement équivalente à celle de 1990 (65,1 %). La répartition détaillée en 2018 est la suivante : prairies (55,2 %), forêts (34,6 %), zones agricoles hétérogènes (10,2 %). L'évolution de l’occupation des sols de la commune et de ses infrastructures peut être observée sur les différentes représentations cartographiques du territoire : la carte de Cassini (XVIIIe siècle), la carte d'état-major (1820-1866) et les cartes ou photos aériennes de l'IGN pour la période actuelle (1950 à aujourd'hui).

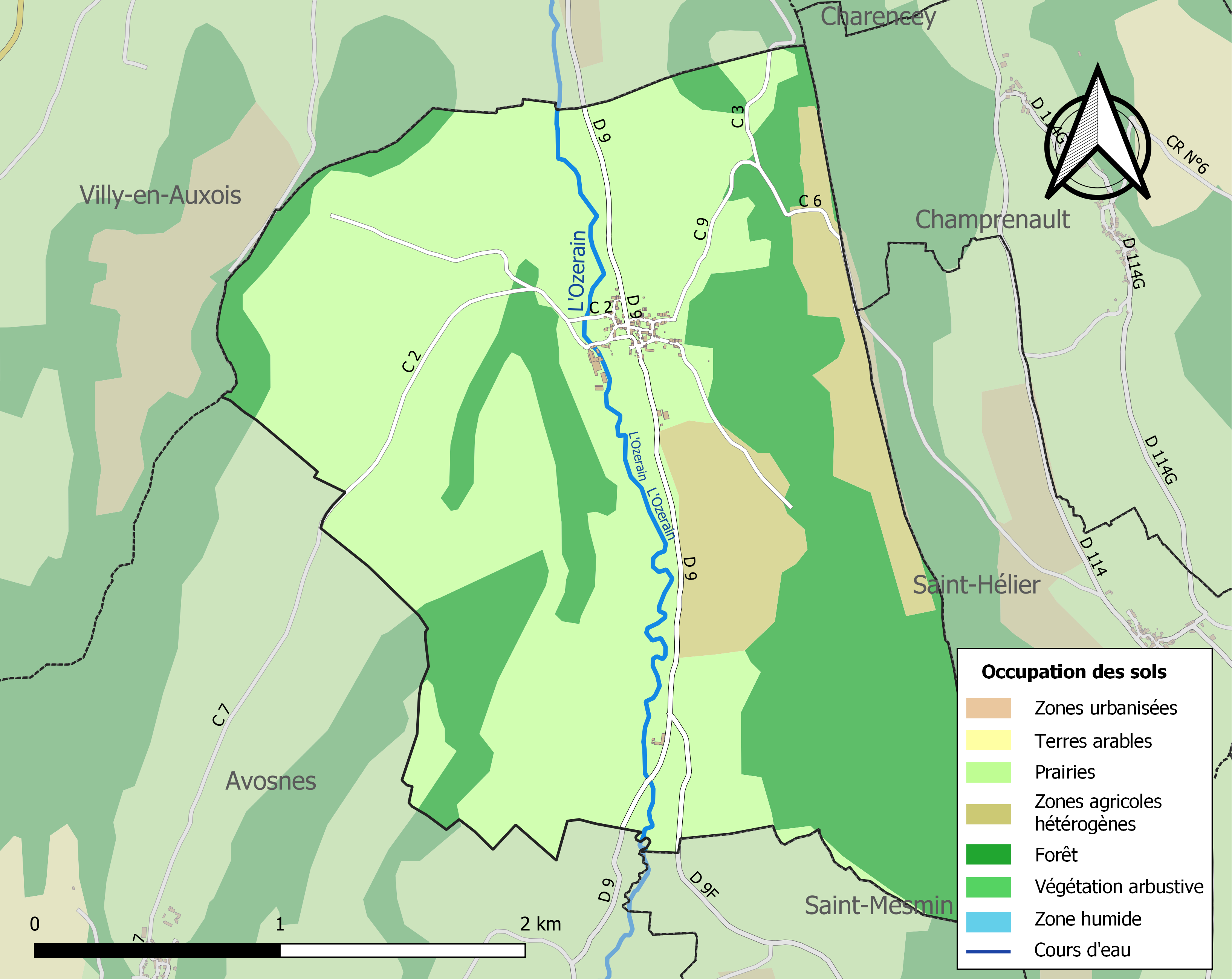
Carte des infrastructures et de l'occupation des sols de la commune en 2018 (CLC).

## Histoire

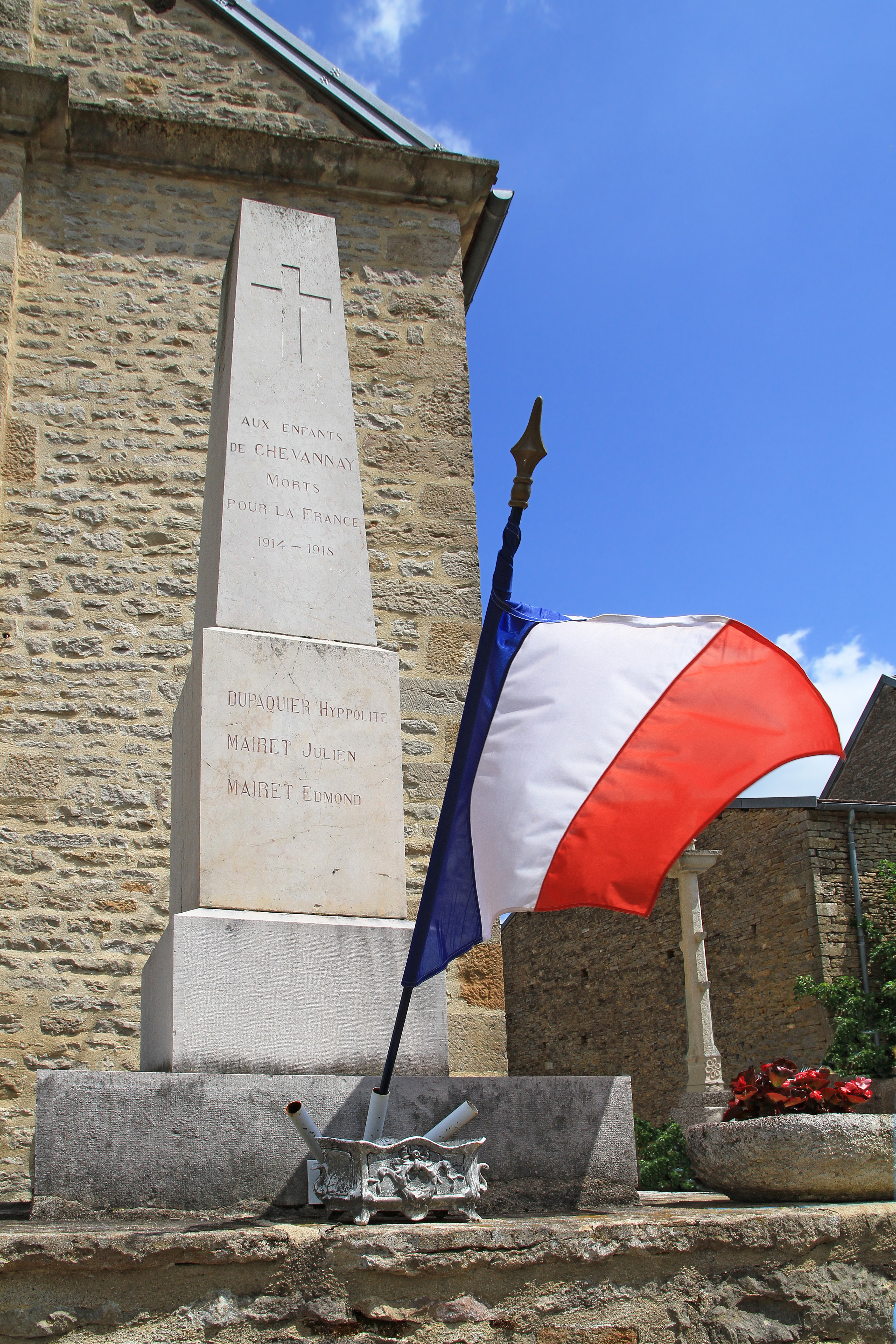
Monument aux morts de Chevannay.

À l'est du finage, la limite de commune suit la voie romaine Alesia-Sombernon qui était à l'époque un axe important en Auxois. Elle reliait les voies navigables ou flottables du bassin versant Saône/Rhône à celui de la Seine par l'Armançon.
Durant la Seconde Guerre mondiale, un maquis était particulièrement actif dans la vallée de l'Ozerain. Début 1944, à la suite de l’enlèvement pour échange contre un maquisard, puis l’exécution du major allemand Werner, de nombreux Résistants ont été déportés ou fusillés.

## Politique et administration
| Période                                  | Période   | Identité         | Étiquette | Qualité     |
| ---------------------------------------- | --------- | ---------------- | --------- | ----------- |
| mars 2001                                | mars 2008 | Nicole Guedeney  |           |             |
| mars 2008                                | mars 2014 | Éliane Schierini |           |             |
| mars 2014                                | En cours  | Paul Lachot      | SE        | Agriculteur |
| Les données manquantes sont à compléter. |           |                  |           |             |

## Démographie
L'évolution du nombre d'habitants est connue à travers les recensements de la population effectués dans la commune depuis 1793. Pour les communes de moins de 10 000 habitants, une enquête de recensement portant sur toute la population est réalisée tous les cinq ans, les populations de référence des années intermédiaires étant quant à elles estimées par interpolation ou extrapolation. Pour la commune, le premier recensement exhaustif entrant dans le cadre du nouveau dispositif a été réalisé en 2005.

En 2022, la commune comptait 35 habitants, en évolution de −22,22 % par rapport à 2016 (Côte-d'Or : +0,82 %, France hors Mayotte : +2,11 %).
| 1793 | 1800 | 1806 | 1821 | 1831 | 1836 | 1841 | 1846 | 1851 |
| ---- | ---- | ---- | ---- | ---- | ---- | ---- | ---- | ---- |
| 256  | 257  | 277  | 229  | 229  | 226  | 218  | 202  | 210  |

| 1856 | 1861 | 1866 | 1872 | 1876 | 1881 | 1886 | 1891 | 1896 |
| ---- | ---- | ---- | ---- | ---- | ---- | ---- | ---- | ---- |
| 202  | 186  | 169  | 169  | 169  | 161  | 162  | 142  | 148  |

| 1901 | 1906 | 1911 | 1921 | 1926 | 1931 | 1936 | 1946 | 1954 |
| ---- | ---- | ---- | ---- | ---- | ---- | ---- | ---- | ---- |
| 143  | 126  | 113  | 101  | 98   | 74   | 78   | 82   | 69   |

| 1962 | 1968 | 1975 | 1982 | 1990 | 1999 | 2005 | 2006 | 2010 |
| ---- | ---- | ---- | ---- | ---- | ---- | ---- | ---- | ---- |
| 58   | 52   | 39   | 40   | 41   | 46   | 49   | 49   | 52   |

| 2015 | 2020 | 2022 | - | - | - | - | - | - |
| ---- | ---- | ---- | - | - | - | - | - | - |
| 46   | 37   | 35   | - | - | - | - | - | - |

## Culture locale et patrimoine

### Lieux, monuments et pôles d'intérêt
La commune n'a pas de monument classé monument historique, 2 éléments sont répertoriés à l'inventaire des monuments historiques.
- L'église de la Nativité est l'ancienne chapelle du château. Bâtiment à plan rectangulaire et chevet plat, son clocher carré à toit pavillonnaire, de construction récente (XXe siècle), surmonte la façade.

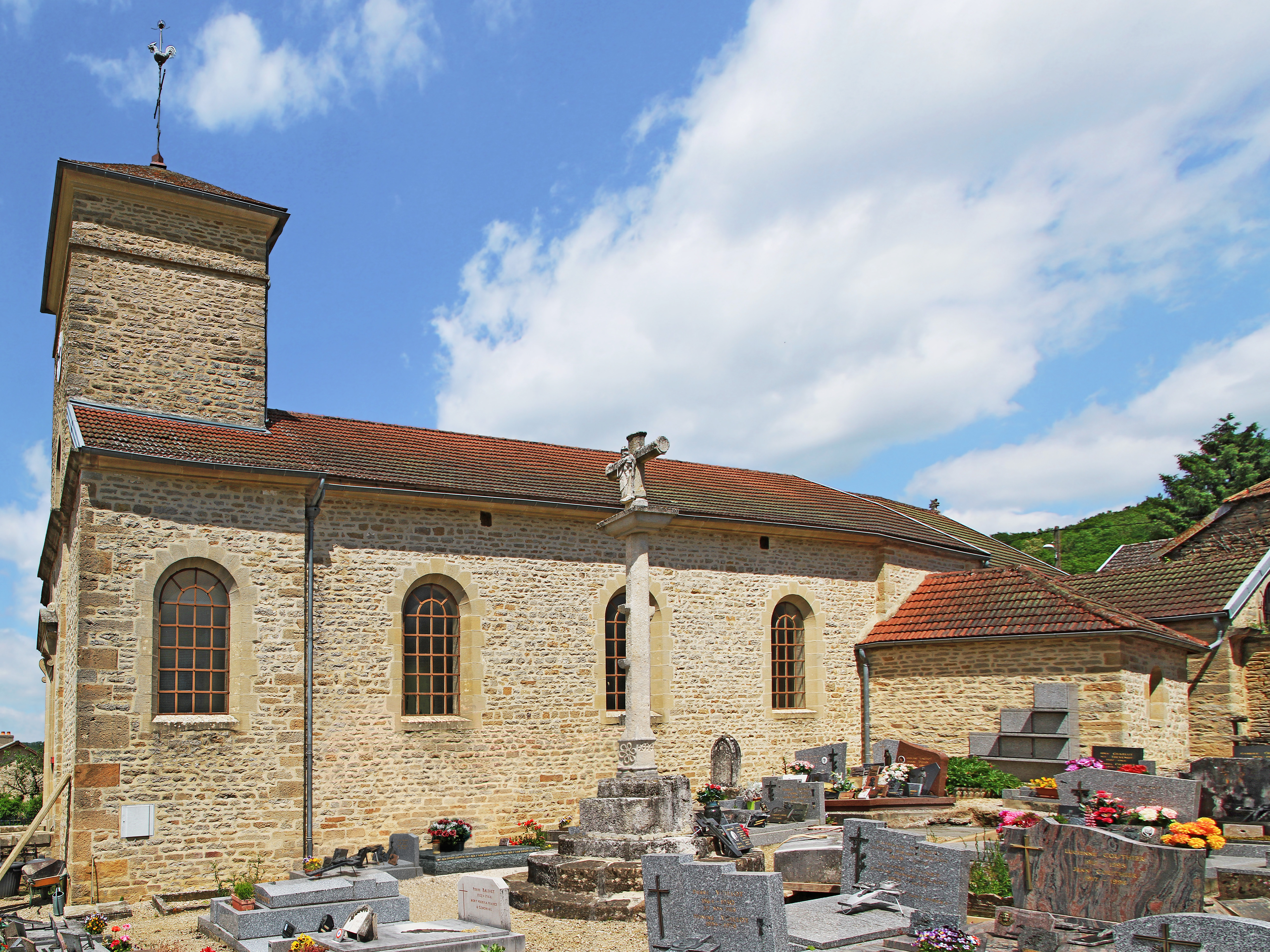
Église de la Nativité.
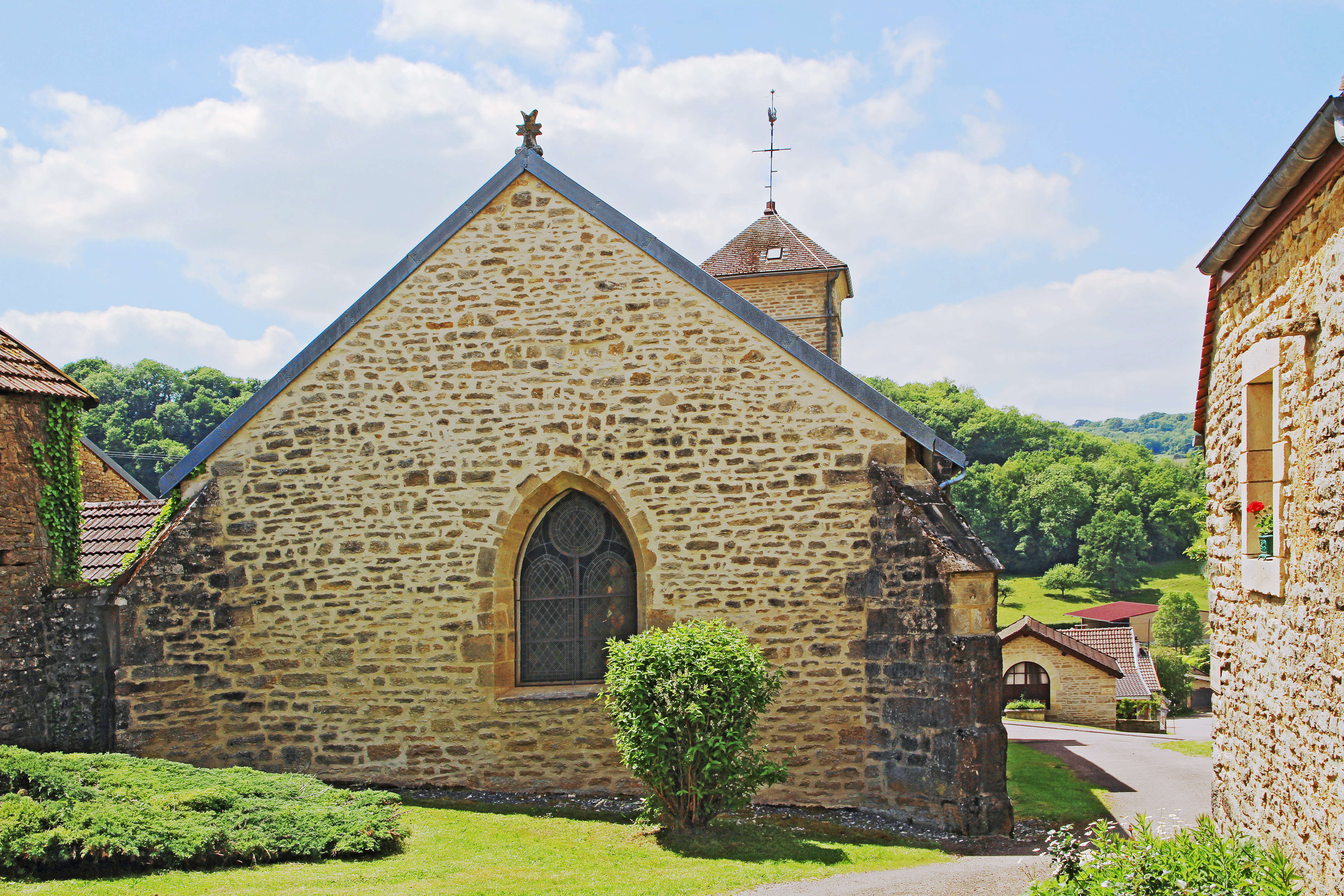
Chevet plat.

- Croix dans le cimetière.
- Château du XVIIIe siècle (privé).

Il appartenait au baron Anthelme Lazare Théodore de Montillet, dont l'épouse Euphémie de Montillet de Grenaud en fit donation à sa nièce, Fernande Odette Henriette de Montillet de Grenaud. Cette dernière demeurait un hôtel particulier 3 rue Buffon à Dijon. Ce château avec tous les bois, prés, etc. fut vendu en 1907.

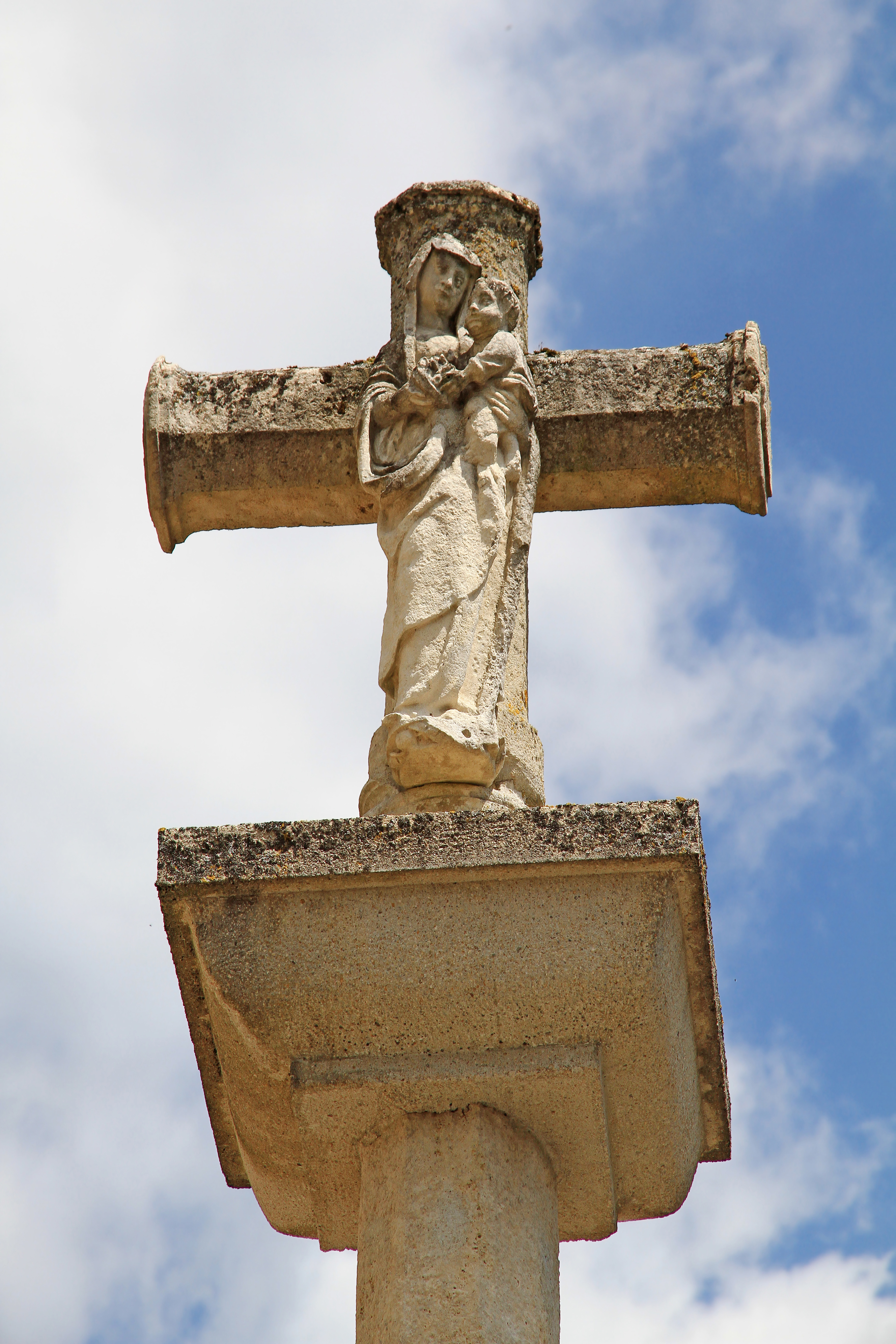
Croix du cimetière.
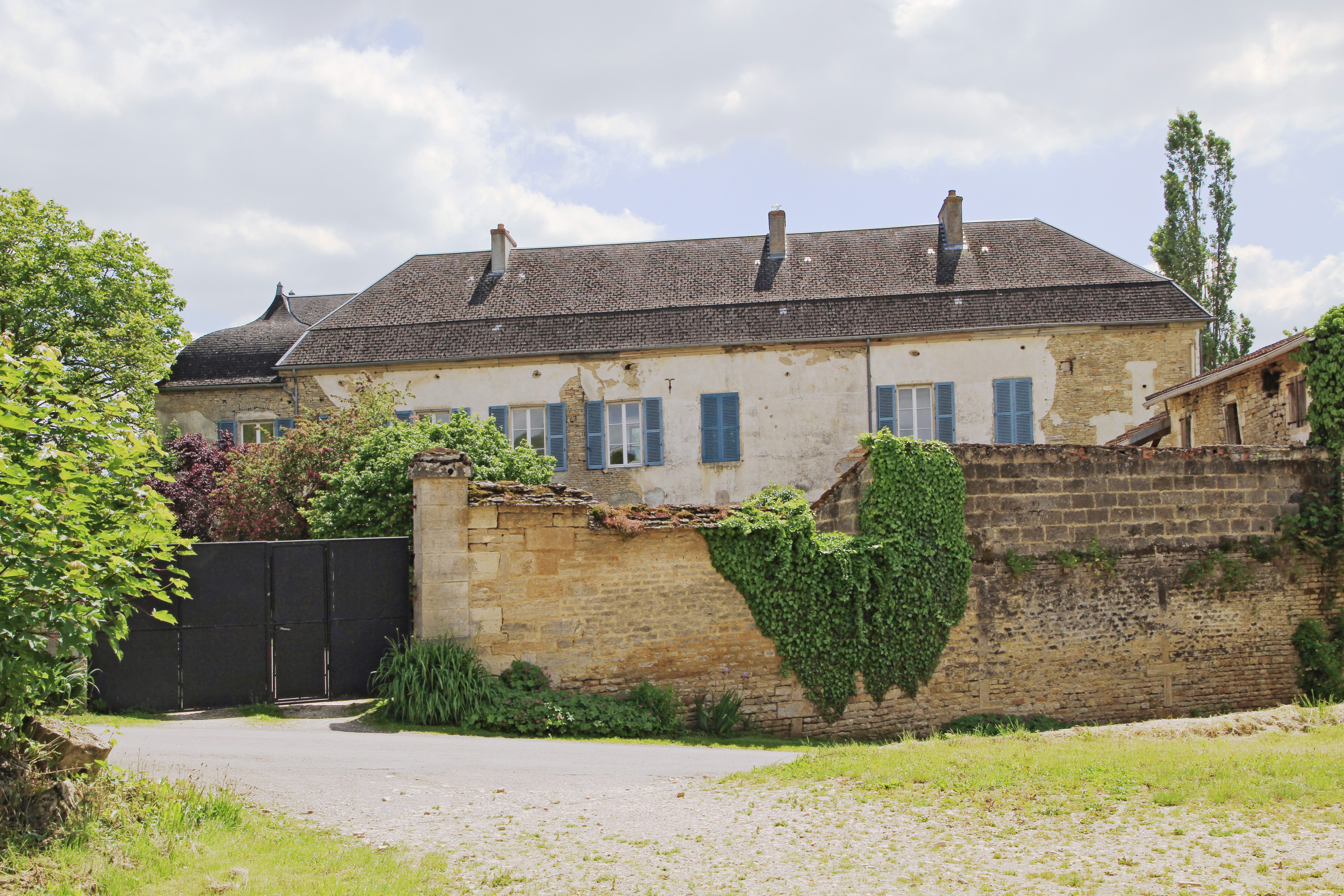
Château.

- L'ancienne grange monastique à Chaudenay (au sud de Chevannay sur l'Ozerain) a conservé sa chapelle. Les bâtiments ont été rénovés et servent de gîte[20].

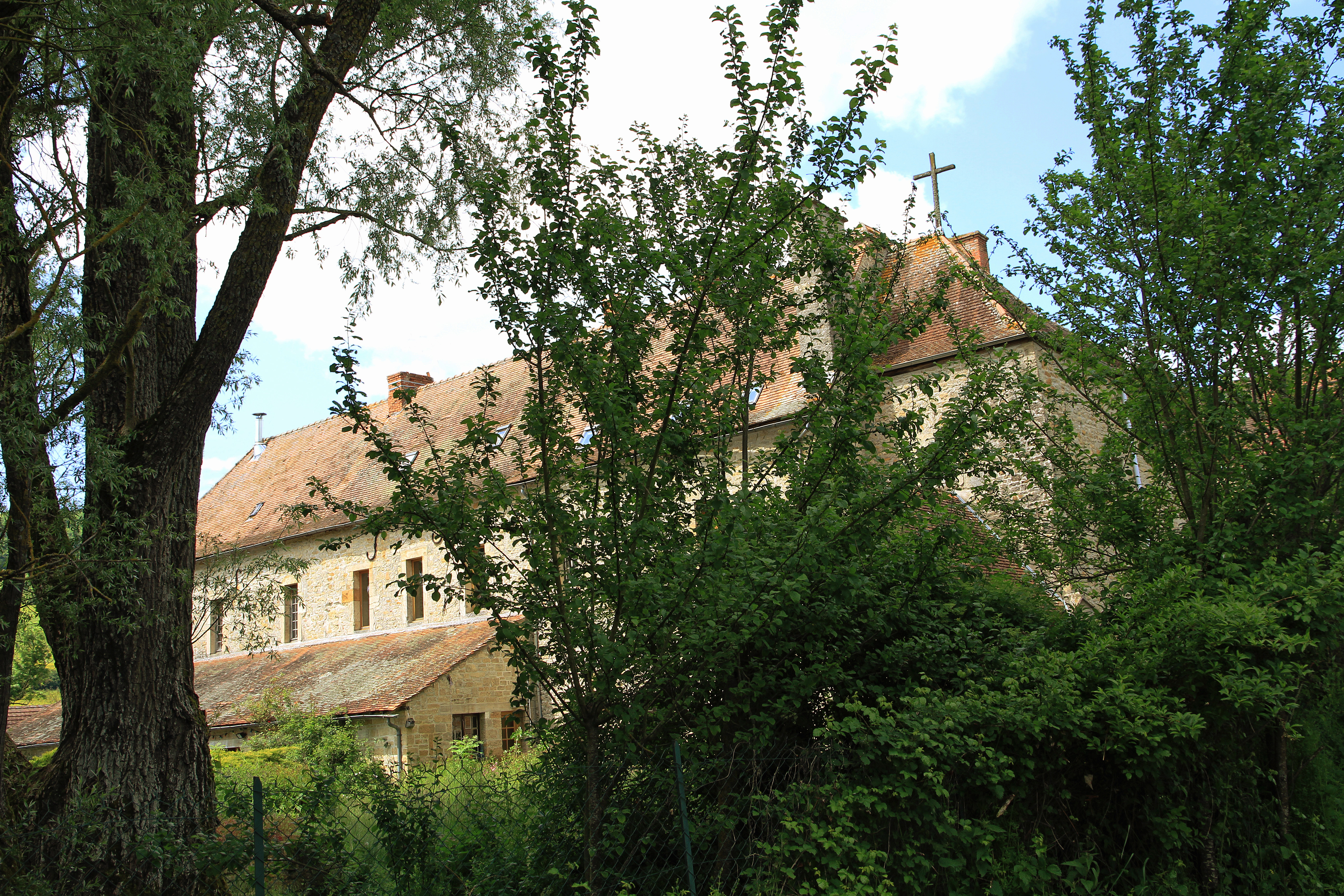
Chaudenay : corps de logis,
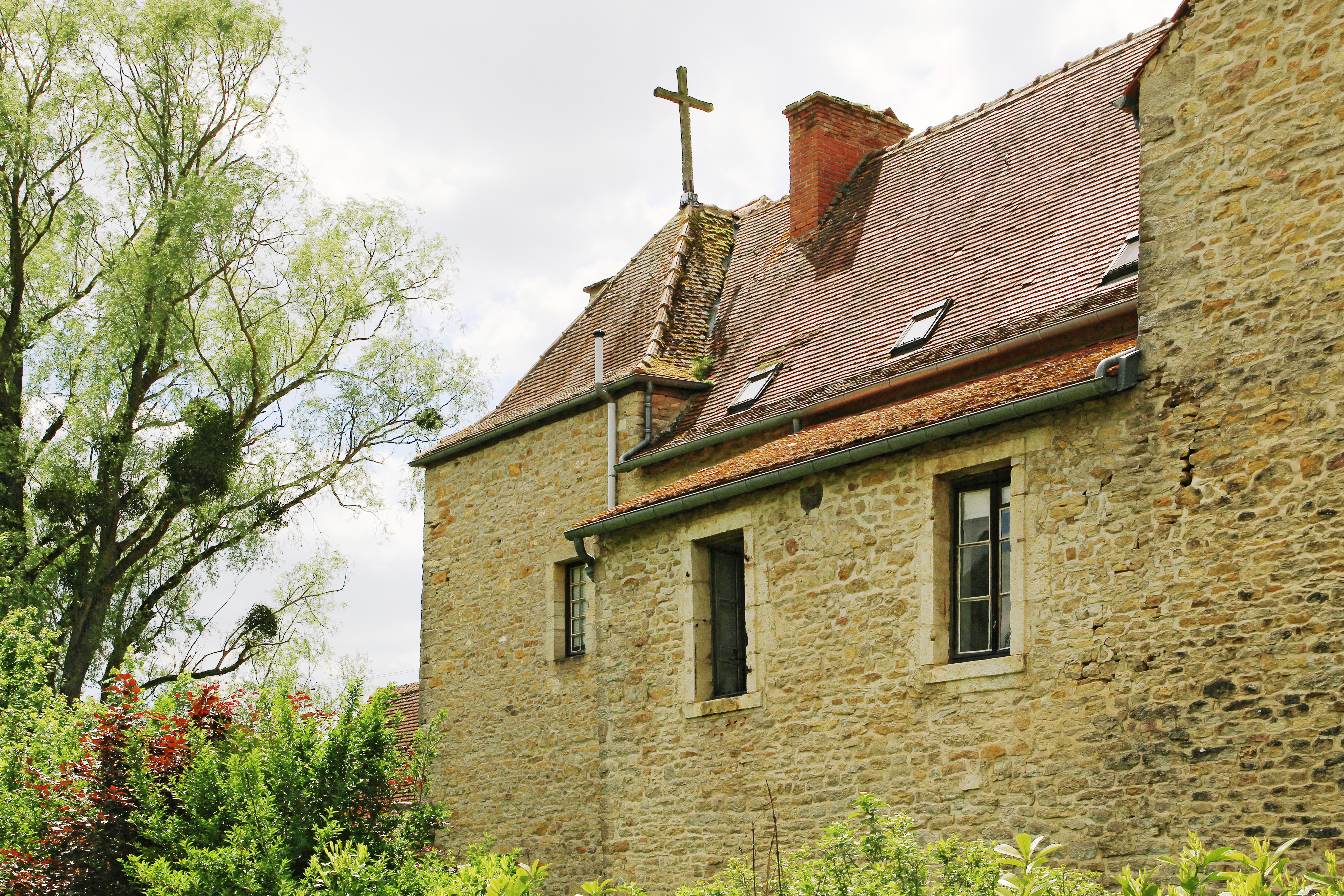
chapelle des moines.